# Aerobee

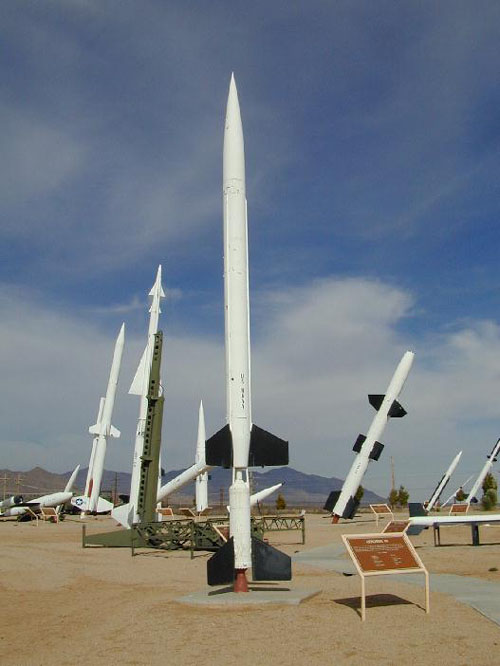
Un missile Aerobee presso il museo del complesso missilistico di White Sands Missile.

Gli Aerobee sono stati una serie di razzi senza guida utilizzati dagli Stati Uniti d'America per più di trent'anni a partire dagli anni cinquanta come razzo-sonda per voli suborbitali atti allo studio dell'alta atmosfera e delle radiazioni cosmiche.

## Storia
L'utilizzo per motivi di ricerca dei razzi V2 dopo la fine della seconda guerra mondiale produsse notevoli risultati per quanto riguarda la natura dei raggi cosmici, lo spettro solare e la distribuzione dell'ozono atmosferico. Tuttavia, le spese relative all'assemblaggio e al lancio dei V2 spinsero l'amministrazione statunitense ad agevolare lo sviluppo di un razzo-sonda a basso costo per utilizzi scientifici. Così, nel 1947 fu creato il primo Aerobee, sviluppato sotto la supervisione congiunta di James Van Allen, degli Applied Physics Laboratory, e di Rolf Sabersky, della Aerojet Corporation, con il supporto dell'Ufficio per l'artiglieria e dell'Ufficio per le ricerche navali della marina militare statunitense.
L'Aerobee, costruito presso la Aerojet General, riuscì in effetti nel uso scopo, riducendo drasticamente il costo di ogni singola missione. L'azienda iniziò i lavori di costruzione nel 1946 e il primo Aerobee decollò il 24 novembre 1947 dal campo missilistico White Sands, la più grande installazione militare statunitense, in Nuovo Messico, arrivando d un'altezza di 55,8 km.

## Lanci
L'Aerobee era un razzo a due stadi con un primo motore a propellente solido per la spinta iniziale e un secondo motore a propellente liquido per il mantenimento dello spinta che usava anilina come propellente e acido nitrico come comburente.
Gli Aerobee, che, a seconda delle versioni, potevano raggiungere un'altezza che andava da 230 a oltre 400 km, erano lanciati da torri di lancio alte 53 m. Una tale altezza era giustificata dal fatto di dover fornire al razzo la stabilità necessaria finché questo non raggiungeva una velocità tale da poter mantenere il controllo d'assetto solo grazie alle proprie alette stabilizzatrici. Simili torri furono costruite presso il campo missilistico White Sands, presso il cosmodromo di Fort Churchill, presso la base di lancio Wallops e anche a bordo della nave da ricerca USS Norton Sound.
Il primo Aerobee lanciato con a bordo strumenti di ricerca fu l'A-5, decollato il 5 marzo 1948 dal sito di White Sands, il quale trasportò strumentazioni per lo studio della radiazione cosmica ad un'altezza di 117,5 km. Per il recupero, le strumentazioni erano dotate di paracadute, mentre per assicurare, quando era il caso, un accurato puntamento, furono sviluppati degli speciali supporti cardanici. All'epoca dell'ultimo lancio effettuato dal sito di White Sands, nel 1958, da quel sito erano stati lanciati con successo, incluse le varianti del modello originario, 165 Aerobee.
Il 17 gennaio 1985 fu lanciato l'ultimo Aerobee, portando il totale di razzi utilizzati, incluse le varianti, a 1.037, compresi alcuni Aerobee lanciati nel 1968 e nel 1969 per ricerche relative al Programma Apollo.

## Lanci australiani
Nel marzo 1970 fu firmato a Canberra l'Accordo tra il Governo dell'Australia e il Governo degli Stati Uniti d'America per il lancio di tre razzi Aerobee (in lingua inglese: Agreement between the Government of Australia and the Government of the United States of America regarding the Launching of Three Aerobee Rockets). A questo ne seguì un altro nel 1973 per il lancio di sette razzi e poi un altro ancora nel 1977 per il lancio di sei razzi, tutti relativi a diversi esperimenti astronomici e solari condotti dal Goddard Space Flight Center della NASA. 
Nel 1974, grazie a un altro accordo tra l'agenzia statunitense DARPA, attraverso il laboratorio di ricerca dell'aeronautica militare a Cambridge, e il governo australiano, furono lanciati altri tre Aerobee nell'ambito del progettoHi Star South.
In tutto, dal complesso di lancio di Woomera, in Australia Meridionale, furono lanciati 20 Aerobee in diverse versioni:
- Serie 150: 3 lanci nel maggio/giugno 1970
- Serie 170: 7 lanci nel novembre 1973 e 2 lanci nel febbraio 1977
- Serie 200: 3 lanci nel settembre 1974
- Serie 200A: 5 lanci nel febbraio 1977

## Dati tecnici

### Aerobee
- Carico: 68 kg

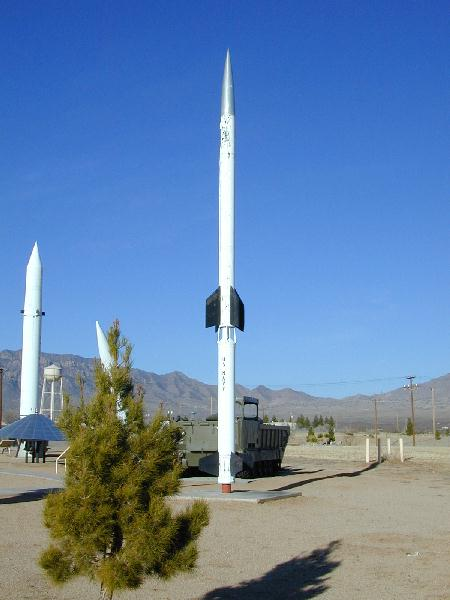
Un modello di Aerobee 170, presso il museo del complesso missilistico White Sands.

- Massima altezza di volo: 130 km[10]
- Spinta al decollo: 18 kN
- Massa totale: 727 kg
- Diametro maggiore: 0,38 m
- Lunghezza totale: 7,80 m

### Aerobee 75
- Massima altezza di volo: 80 km[11]
- Spinta al decollo: 7,00 kN
- Massa totale: 400 kg
- Lunghezza totale: 6,00 m

### Aerobee 150
- Carico: 68 kg
- Massima altezza di volo: 270 km[12]
- Spinta al decollo: 18 kN
- Massa totale: 930 kg
- Diametro maggiore: 0,38 m
- Lunghezza totale: 9,30 m

### Aerobee 170
- Massima altezza di volo: 200 km[13]
- Spinta al decollo: 225 kN
- Massa totale: 1.270 kg
- Diametro maggiore: 0,42 m
- Lunghezza totale: 12,60 m

### Aerobee 170A
- Massima altezza di volo: 200 km
- Spinta al decollo: 217 kN
- Massa totale: 1.270 kg
- Diametro maggiore: 0,42 m
- Lunghezza totale: 12,40 m

### Aerobee 170B
- Massima altezza di volo: 200 km[14]
- Spinta al decollo: 225 kN
- Massa totale: 1.270 kg
- Diametro maggiore: 0,42 m
- Lunghezza totale: 12,40 m

### Aerobee 200
- Massima altezza di volo: 250 km[15]
- Spinta al decollo: 225 kN
- Massa totale: 1.600 kg
- Diametro maggiore: 0,42 m
- Lunghezza totale: 12,60 m

### Aerobee 200A
- Massima altezza di volo: 250 km[16]
- Spinta al decollo: 225 kN
- Massa totale: 1.600 kg
- Diametro maggiore: 0,42 m
- Lunghezza totale: 12,60 m

### Aerobee 300
- Carico: 45 kg
- Massima altezza di volo: 300 km[17]

- Spinta al decollo: 18 kN
- Massa totale: 983 kg
- Diametro maggiore: 0,38 m
- Lunghezza totale: 9,90 m

### Aerobee 350
- Carico: 227 kg
- Massima altezza di volo: 450 km[18]
- Spinta al decollo: 217 kN
- Massa totale: 3.839 kg
- Diametro maggiore: 0,56 m
- Lunghezza totale: 15,90 m
- Apertura alare: 2,30 m

## Nei media
Nel racconto di Murray Leinster del 1960 Men into Space, per l'omonima serie TV, Ed McCauley esegue il primo volo suborbitale con equipaggio all'interno della punta conica di un Aerobee.